# 巴特勒 (南达科他州)
巴特勒（英語：Butler），是美国南达科他州下属的一座城市。根据2010年美国人口普查，该市有人口17人。论人口在本州排行第298。